# ارنالدو (بازیکن فوتبال، زاده ۱۹۴۷)
ارنالدو (انگلیسی: Arnaldo؛ زادهٔ ۱۵ ژانویهٔ ۱۹۴۷) بازیکن فوتبال اهل برزیل است.
از باشگاه‌هایی که در آن بازی کرده‌است می‌توان به باشگاه فوتبال کورینتیانس اشاره کرد.
وی همچنین در تیم ملی فوتبال برزیل بازی کرده‌است.